# Wojna na wyczerpanie (1967–1970)
Wojna na wyczerpanie (hebr. ‏מלחמת ההתשה‎, milchemet ha-hatasza; arab. ‏حرب الاستنزاف‎ trb. hrb al-astnzaf trl. ḥrb āl-āstnzāf) – wojna prowadzona w latach 1967–1970 pomiędzy Izraelem a Egiptem, w którą zaangażowane były także Syria, Jordania i Organizacja Wyzwolenia Palestyny. Stronę arabską wspierały militarnie również ZSRR i Kuba.
Wojna została zapoczątkowana w 1967 roku przez Egipt, zaraz po zakończeniu wojny sześciodniowej. Prezydent Gamal Abdel Naser uznał, że podtrzymywany konflikt wzdłuż linii Kanału Sueskiego doprowadzi do licznych strat w ludziach po stronie Izraela i osłabi gospodarkę tego państwa. Miałoby to doprowadzić do wycofania się Państwa Izrael z półwyspu Synaj, zajętego przez Siły Obronne Izraela podczas wojny sześciodniowej. Głównym obszarem działań wojennych była strefa Kanału Sueskiego (linia Bar-Lewa). W trakcie trwania konfliktu walki izraelsko-egipskie przeniosły się na oba wybrzeża Morza Czerwonego, w głąb Synaju oraz terytorium egipskiego. W trakcie wojny dochodziło również do starć izraelsko-jordańskich, izraelsko-syryjskich i izraelsko-palestyńskich. Narastająca eskalacja konfliktu sprawiła, że w trakcie wojny doszło do rozlokowania w Egipcie specjalnej radzieckiej grupy operacyjnej, która miała na celu wzmocnienie egipskich sił powietrznych i obrony przeciwlotniczej.
Wojna została zakończona we wrześniu 1970 roku, kiedy następca Nasera – Anwar as-Sadat – zaakceptował zawieszenie broni między Egiptem a Izraelem. Jednak już w sierpniu tego roku obie strony zaakceptowały warunki zawieszenia broni. W następstwie konfliktu nie doszło do zwrotu żadnego z zajętych przez Izrael w wojnie sześciodniowej terytoriów. Izrael po wojnie zintensyfikował prace mające na celu wzmocnienie umocnień na linii Bar-Lewa.

## Tło konfliktu
Koniec wojny sześciodniowej w 1967 roku nie stanowił zakończenia konfliktu arabsko-izraelskiego. Państwa arabskie podzieliły się na dwa obozy. Bardziej radykalne optowały za kontynuacją walki i dążeniem między innymi do utworzenia państwa palestyńskiego. Egipt czy Jordania opowiadały się z kolei za rozwiązaniami dyplomatycznymi. Jednak zwycięstwo Izraela w wojnie doprowadziło do wzrostu jego pozycji w regionie, co z kolei negatywnie wpłynęło na ewentualne negocjacje.
Zaraz po ogłoszeniu zawieszenia broni po wojnie sześciodniowej zaczęło dochodzić do wymian ognia wzdłuż linii Kanału Sueskiego. Związek Radziecki zachęcał Egipt, aby ten poprzez incydentalne ataki sprawiał wrażenie, że konflikt nie został zażegnany, tworząc presję polityczną na Izraelu. Naser także optował za utrzymywaniem stałego, ale kontrolowanego napięcia pomiędzy oboma państwami. Wzdłuż linii Kanału Sueskiego miałoby dochodzić do regularnych ostrzałów artyleryjskich pozycji Sił Obronnych Izraela, a także do czasowych rajdów wojsk specjalnych. Egipcjanie również dążyli do tego, aby odzyskać utracone na rzecz Izraela terytoria. Dodatkowym czynnikiem, który skłaniał Egipt ku eskalacji, była sytuacja wewnętrzna. Po porażce w wojnie sześciodniowej w kraju rozpoczęły się procesy wojskowych uznanych za winnych. Część Egipcjan obawiała się, że w kraju dojdzie do powrotu prymatu armii w życiu politycznym, co miało miejsce przed 1967 rokiem. Do strajków zaczęli dołączać pracownicy fabryk zbrojeniowych, do których przyłączyła się z czasem reszta społeczeństwa, domagająca się demokratyzacji kraju. Walka z Izraelem jawiła się jako czynnik pozwalający na scalenie społeczeństwa.
Wojna sześciodniowa doprowadziła do osłabienia egipskiej gospodarki. Napięcia wzdłuż Kanału Sueskiego, zniszczenia miast portowych i przemysłowych wzdłuż niego oraz zahamowanie turystyki w rejonie Morza Czerwonego przyniosły Egiptowi straty w wysokości 750 milionów dolarów. Straty poniesione w wyniku wojny sześciodniowej podkopały również pozycję Egiptu, jako państwa przewodzącego państwom arabskim. Pomoc w sferze gospodarczej i w uzupełnieniu sprzętu wojskowego zaoferował Egiptowi Związek Radziecki. Z kolei Arabia Suadyjska, Kuwejt i Libia zgodziły się na przekazywanie co roku Egiptowi 266 milionów dolarów.
We wrześniu 1967 roku odbyła się konferencja w Chartumie, na której do głosu doszli zwolennicy prowadzenia zdecydowanej polityki wobec Izraela. Uznali, że nie można prowadzić żadnych negocjacji i rozmów pokojowych z politykami izraelskimi. Na konferencji wykrystalizowała się polityka „trzech nie” wobec Państwa Izrael: nie dla jego uznania, nie dla negocjacji i nie dla pokoju z nim.
Izrael nie akceptował postanowień Rezolucji Rady Bezpieczeństwa ONZ nr 242 nakazującej mu zwrot zdobytych terytoriów. Zdobycie Wzgórz Golan stworzyło bufor bezpieczeństwa dla izraelskich miast i osiedli, które były do 1967 roku ostrzeliwane przez syryjską artylerię. Okupacja Zachodniego Brzegu stworzyła głębię strategiczną w razie ewentualnego ataku ze strony Jordanii. Izrael ponadto uważał, że chroni to dwa główne miasta Izraela – Jerozolimę i Tel Awiw. Z kolei okupacja Synaju pozwalała kontrolować Zatokę Akaba i Cieśninę Tirańską. Co więcej, izraelskie władze zaczęły postrzegać te obszary, łącznie ze Wschodnią Jerozolimą, za mające strategiczne znaczenie dla przyszłości państwa.

## Front egipski

### Pierwsze starcia
Pierwsze ostrzały izraelskich pozycji odbyły się już w lipcu 1967 roku. Atakowano również izraelskie patrole, które poruszały się w okolicach, gdzie Kanał Sueski był najwęższy i w pobliżu nie było sił mogących przeprowadzić atak odwetowy.

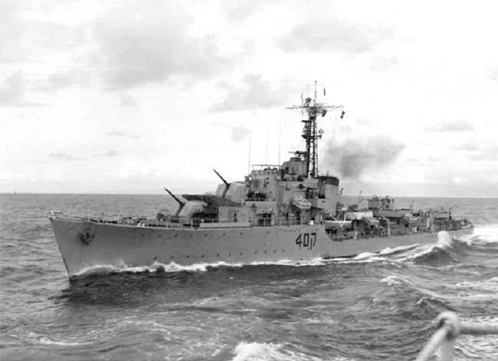
Niszczyciel „Ejlat” z numerem burtowym K40 (40ק).

Dodatkowo na Morzu Śródziemnym Egipcjanie wzmożyli aktywność okrętów swojej marynarki wojennej. Izraelczycy odczytywali te działania jako prowokacyjne. 11 lipca izraelskie patrole zakomunikowały dowództwu, że do portów w Aleksandrii, Port Saidzie i w Syrii przybyły okręty radzieckie. Odczytano to jako próbę podniesienia morale państw arabskich, a także zabieg mający na celu powstrzymanie Izraela przed aktywnością militarną w regionie. Dowództwo Korpusu Morskiego zawiadomiło wszystkie jednostki, aby te przestrzegały postanowień zawieszenia ognia oraz linii wyznaczającej to zawieszenie (32° dł. wsch.). Tego samego dnia doszło do starcia dwóch izraelskich kutrów torpedowych typu Aja i niszczyciela „Eilat” z dwoma egipskimi kutrami rakietowymi typu Komar, podczas którego zatopiono jednostki egipskie. Izraelczycy twierdzili, że okręty egipskie miały na celu wysadzenie desantu na Synaju . Z kolei Egipcjanie uzasadnili wyjście w morze swoich jednostek obawą o to, że Izraelczycy chcieli dokonać ataku na Port Said .
11 lipca obie strony zgodziły się na ustanowienie punktów obserwacyjnych ONZ po obu stronach Kanału Sueskiego. Według strony izraelskiej linia zawieszenia ognia przebiegała przez środek kanału i 14 lipca postanowiono przeprowadzić prowokację z udziałem pontonów, aby sprawdzić, czy strona egipska będzie przestrzegać zawieszenia ognia. Pontony zostały ostrzelane, co doprowadziło do kolejnej eskalacji i wymiany ognia pomiędzy stronami.
21 października egipskie kutry rakietowe typu Komar zatopiły dwoma pociskami przeciwokrętowymi P-15 u wybrzeży Egiptu, na wysokości miejscowości Rumana, izraelski niszczyciel „Eilat”. Zginęło 47 izraelskich marynarzy, 91 zostało rannych. Egipcjanie uzasadnili atak tym, iż z ich perspektywy kurs izraelskiego okrętu wojennego zagrażał Port Saidowi .

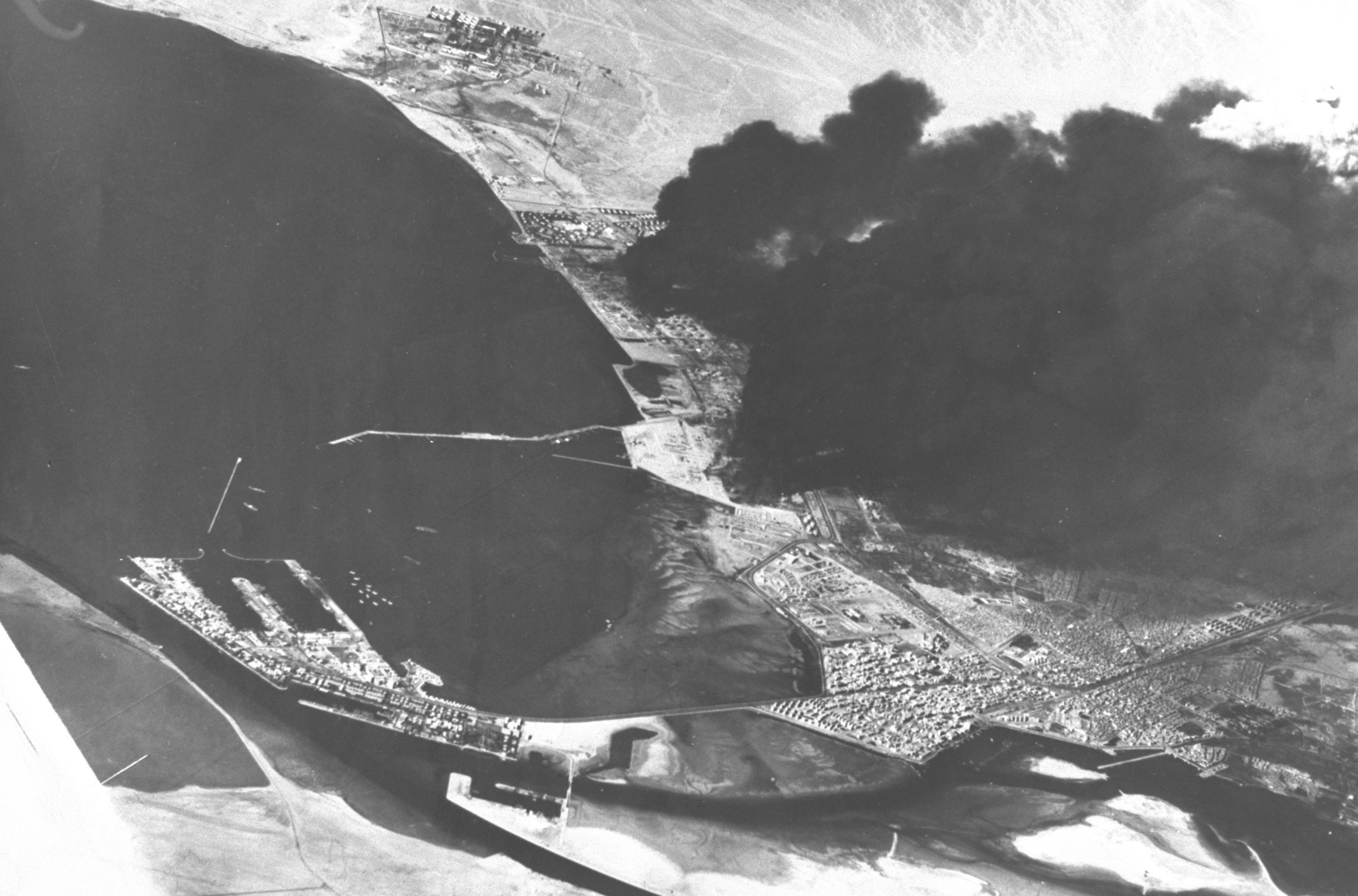
Płonące rafinerie, budynki portowe i petrochemie w Suezie (24 października 1967).

W ramach odwetu za zatopienie okrętu Izrael przeprowadził przeciw Egiptowi „operację Awuka”, która polegała na ostrzelaniu rafinerii, fabryk i infrastruktury portowej w Suezie. Izraelski atak spowodował liczne straty w egipskim przemyśle (m.in. zniszczenie dwóch z trzech największych rafinerii w kraju), turystyce i ruchu handlowym przez Kanał Sueski. Egipt dotknęły także związane z tymi zniszczeniami poważne straty finansowe. Samo wstrzymanie ruchu na Kanale Sueskim spowodowane unoszącym się dymem i uszkodzeniami infrastruktury portowej kosztowało 250 milionów dolarów. Straty spowodowane osłabieniem ruchu turystycznego wynosić miały 70 milionów dolarów, a pożary szybów naftowych przyniosły szkodę 50 milionów dolarów. Izraelski ostrzał przyczynił się do rozpoczęcia migracji Egipcjan zamieszkujących okolice Kanału Sueskiego, którzy postanowili wyprowadzić się z rejonów graniczących z linią frontu. W wyniku operacji Egipt wstrzymał przeprowadzanie działań zbrojnych na dużą skalę na okres około roku. Morris podaje, że zmuszonych do przesiedlenia zostało 700 000 Egipcjan. Straty te sprawiły, że Egipcjanie wstrzymali operacje wojskowe wzdłuż kanału do lata 1968 roku.
W wyniku ostrzałów artyleryjskich prowadzonych przez Egipt we wrześniu 1968 roku Sztab Generalny izraelskiej armii postanowił przeprowadzić operację odwetową. W ocenie izraelskich wojskowych Egipt po nowych dostawach sprzętu przewyższał siłą ognia oddziały Sił Obronnych Izraela zgrupowanych nad kanałem. W związku z tym zdecydowano się na przeprowadzenie wypadu wojsk specjalnych i spadochroniarzy w głąb terytorium egipskiego w ramach operacji „Helem” . W wyniku operacji zniszczono dwa ważne mosty w Nadż Hammadi i Kinie, w tym jeden będący jednocześnie zaporą rzeczną, a także stację transformatorową. W wyniku jej wysadzenia doszło do przerw w dostawach prądu w całej Dolinie Nilu i stolicy kraju. W rezultacie ataku 1 listopada dowództwo egipskie podjęło decyzję o utworzeniu specjalnych oddziałów milicji, które miały chronić strategiczne cele w całym kraju. Doszło także do zakładanego przez Izrael zawieszenia ognia na Kanale Sueskim. W tym czasie Egipt zaangażował się w umacnianie ewentualnych celów cywilnych i wojskowych w głębi swojego terytorium, a także zwiększył ich ochronę przeciwlotniczą.

### Linia Bar-Lewa
We wrześniu 1968 roku zakończono program reorganizacji i przezbrojenia egipskiej armii. W posiadaniu Egiptu znalazły się samoloty MiG-21, czołgi T-54 i T-55. W związku ze wzmocnieniem zdolności bojowych armii Naser podjął decyzję o skoncentrowaniu w rejonie Kanału Sueskiego 150 000 żołnierzy. Doradcy radzieccy nalegali, aby armia egipska przeszła w nową fazę konfliktu, która wzmocniłaby morale wojska i wpłynęłaby na poprawę sytuacji politycznej w kraju. 8 września przeprowadzono zmasowany ostrzał artyleryjski, moździerzowy i pancerny izraelskich pozycji nad kanałem. W jego wyniku po stronie izraelskiej zginęło 28 ludzi oraz byli ranni. Kilka tygodni później powtórzono podobny atak, który połączono z rajdami komandosów na wschodni brzeg kanału. Tym razem zginęło 49 Izraelczyków.
W październiku 1968 dowództwo Sił Obronnych Izraela podjęło decyzję budowy systemu fortyfikacji ziemnych wzdłuż wschodniego brzegu Kanału Sueskiego w celu zapewnienia ochrony stacjonującym wzdłuż kanału żołnierzom. System fortyfikacji nazwano Linią Bar-Lewa, od nazwiska szefa sztabu generalnego Sił Obronnych Izraela generała Chajjima Bar-Lewa. Linia Bar-Lewa składała się z 35 fortów oraz ziemnych szańców i betonowych punktów obserwacyjnych wzniesionych wzdłuż Kanału. W najbardziej prawdopodobnych miejscach przeprawy wybudowano dodatkowe umocnienia ziemne. Forty były odległe od siebie o od 7 do 10 km. Połączone były one drogą o kryptonimie Lexicon Road, wzdłuż której znajdowały się również staoiwska dla czołgów. Do 12 km na wschód znajdowała się druga droga (Artillery Road), przy której znajdowały się stanowiska artyleryjskie i obrony przeciwlotniczej. 30 km na wschód od Kanału Sueskiego przebiegała droga Lateral Road, która miała ułatwić dotarcie zmobilizowanych rezerw.
Budowę Linii Bar-Lewa ukończono do sierpnia 15 marca 1969 roku. Gawrych podaje, że koszt budowy linii wyniósł 235 milionów dolarów. Egipt postrzegał budowę umocnień linii Bar-Lewa jako przygotowanie Izraela do długotrwałej okupacji Synaju.

### Wypowiedzenie zawieszenia broni przez Egipt i eskalacja konfliktu
W lutym 1969 roku Naser nakazał wznowienie ataków, a 3 marca prezydent Egiptu publicznie ogłosił, że nie będzie dalej respektować zawieszenia broni z czerwca 1967. 8 marca egipska artyleria rozpoczęła na dużą skalę ostrzał izraelskich pozycji na wschodnim brzegu Kanału Sueskiego, cele naziemne atakowały również samoloty MiG-21. Następnego dnia w odwecie Izraelczycy przeprowadzili ostrzał moździerzowy egipskich pozycji, w którym zginął szef sztabu egipskiej armii generał Abdul Munim Riad. 18 marca rozpoczęły się amerykańsko-radzieckie rozmowy na temat możliwych rozwiązań konfliktu. Trwały one do lipca, ale nie zakończyły się nowymi pomysłami. Oba państwa wezwały Egipt i Izrael do pojednania i wstrzymania działań zbrojnych. Ponadto chciano, aby Egipt umożliwił swobodną żeglugę izraelskim statkom cywilnym po wodach międzynarodowych, oraz uznał prawo Izraela do istnienia jako państwo. Warunki te zostały odrzucone przez Egipcjan. Stany Zjednoczone uznały, że ani ZSRR, ani Egipt nie są zainteresowane rozwiązaniem konfliktu. Izrael z kolei postrzegał negocjacje za ustępstwa wobec wojowniczej postawy Egiptu.
Od kwietnia do sierpnia 1969 roku przeprowadzono kilka operacji wojskowych o kryptonimach „Bustan”, które miały na celu przeniesienie działań zbrojnych na terytorium Egiptu. W ich ramach zaatakowano linię elektryczną prowadzącą do Kairu z elektrowni przy tamie asuańskiej, most na Nilu (na północ od Asuanu, w Edfu), linię elektryczną pomiędzy Nadż Hammadi i Sauhadż, posterunki wojskowe na wybrzeżu Morza Czerwonego w okolicach przylądków Ras Asran i Ras Abu Bakr, oraz bazę wojskową w mieście Mankabad, oddalonym około 8 km od Asjut. Egipt w odpowiedzi kontynuował ostrzały. Od maja do lipca 1969 roku zginęło 47 izraelskich żołnierzy, a rannych zostało 157. Rosnące straty izraelskiej armii wzdłuż Kanału Sueskiego sprawiły, że izraelscy dowódcy postanowili zintensyfikować działania Sił Powietrznych Izraela. 17 czerwca doszło do demonstracyjnego przelotu izraelskich samolotów nad Kairem z wytworzeniem gromu dźwiękowego. W czerwcu i lipcu 1969 roku miały miejsce starcia lotnicze nad samym kanałem. Atakowano również egipskie stanowiska obrony przeciwlotniczej. 
21 czerwca  przeprowadzono operację „Bulmus 5”, w trakcie której morska jednostka specjalna Szajjetet 13 zaatakowała egipski posterunek radiolokacyjny w Ras Adabija nad Morzem Czerwonym. Operacja była elementem izraelskich przygotowań do ataku na tzw. Zieloną Wyspę i angażowania jednostek specjalnych Korpusu Morskiego w punktowe ataki na egipskie cele .
W nocy z 19 na 20 lipca 1969 roku izraelscy komandosi z Szajjetet 13 i Sajjeret Matkal przeprowadzili atak (operacja „Bulmus 6”) na tzw. Zieloną Wyspę, umocnioną wyspę na Morzu Czerwonym. Jej położenie było strategiczne, leżała na południe od portowego miasta Suez i 5,2 km na południowy zachód od wejścia do Kanału Sueskiego z zatoki. Dodatkowo przy wyspie miała wznosić się wieża na radar. Izraelski wywiad poinformował dowództwo o tym, iż fortyfikacja jest strzeżona przez egipskich żołnierzy, 6 dział uniwersalnych (dwa miały mieć kaliber 37 mm, a cztery kaliber 85 mm), a także przez około 20 ciężkich karabinów maszynowych. Operacja zakończyła się sukcesem Izraelczyków mimo strat w ludziach. Dochodzenie przeprowadzone po operacji wykazało liczne uchybienia ze strony wywiadu. Okazało się, że na wyspie nie było radaru, wywiad przekazał złe informacje na temat dział, które okazały się karabinami maszynowymi, a także na temat obsady twierdzy (była to egipska jednostka specjalna, a nie zwykli żołnierze). Wyspa nie była przeszkodą dla izraelskich Sił Powietrznych, a atak na nią można było przeprowadzić przy pomocy lotnictwa. W związku z tym, 20 lipca, przy zachowanej ciszy radiowej izraelskie samoloty rozpoczęły operację „Bokser”.
W obliczu nasilających się egipskich ataków, dowództwo Sił Obronnych Izraela zdecydowało się na eskalację konfliktu w rejonie Kanału Sueskiego przy udziale lotnictwa. Wierzono, że doprowadzi to do zniechęcenia Egiptu do dalszych działań, zdobycia przewagi lotniczej nad Kanałem Sueskim, osłabienia egipskiej artylerii oraz do powstrzymania ewentualnego przekroczenia kanału przez armię egipską. Elementem izraelskiego planu była właśnie operacja „Bokser”. Trwała ona od 20 do 28 lipca i w ramach nalotów zniszczono egipskie stanowiska obrony przeciwlotniczej, stacje radiolokacyjne i stanowiska artyleryjskie. Pomimo tych działań aktywność artylerii egipskiej nie zmalała, a w sierpniu częstotliwość ostrzału wzrosła.

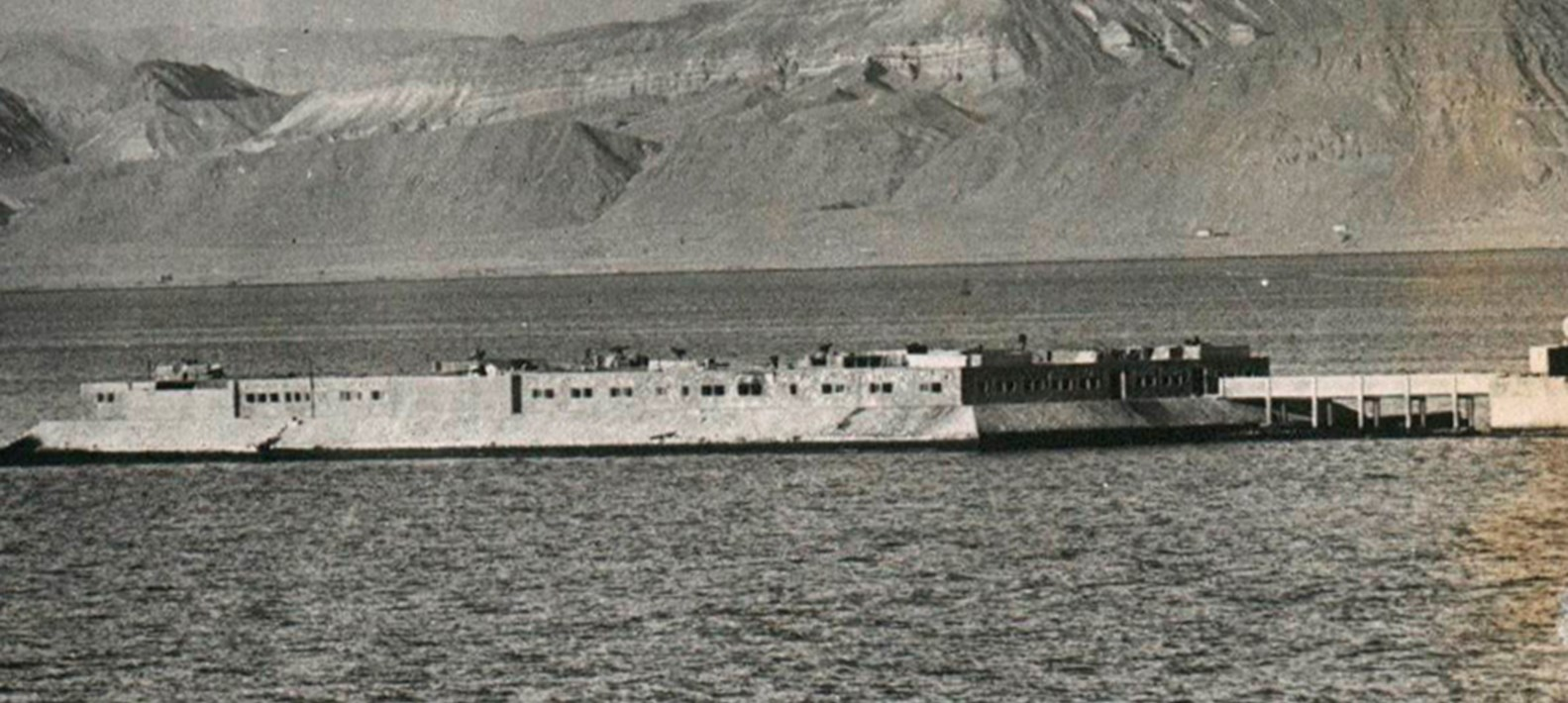
Umocnienia na Zielonej Wyspie

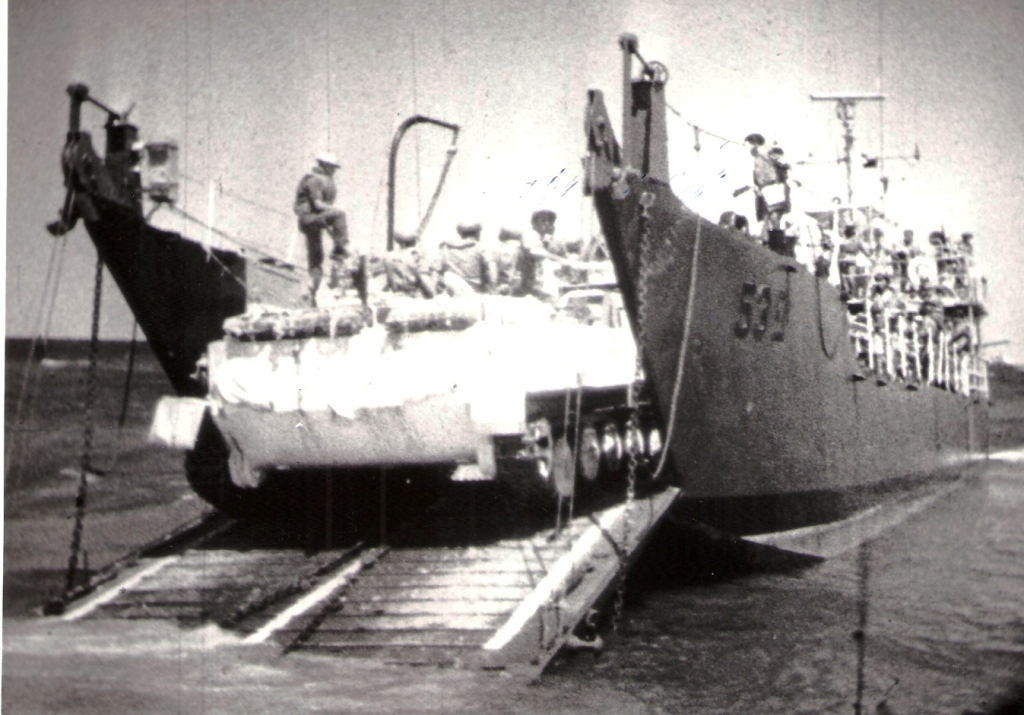
Wyładunek transporterów BTR-50.

9 września 1969 izraelska armia przeprowadziła operację desantową „Rawiw” w rejonie na południe od portu Ras Sadat w Egipcie, niszcząc liczne wyrzutnie rakiet S-75, radary, posterunki wojskowe, a także zabijając radzieckiego doradcę. W ataku Izraelczycy wykorzystali zdobyczny sprzęt radziecki, czołgi Tiran i transportery BTR-50. W trakcie operacji nie wiedzieli o niej ani szef sztabu, ani egipski wywiad. Naser dowiedział się o rajdzie dopiero z mediów i doznał ataku serca. Po rekonwalescencji odwołał szefa sztabu, dowódcę marynarki, dowódcę obszaru Morza Czerwonego oraz wielu oficerów niższego szczebla. Dodatkowo, w odwecie, w dniach 11–12 września Egipt przeprowadził zmasowane ataki lotnicze izraelskich pozycji.
Po dwóch miesiącach od nasilenia ataków lotniczych na Egipt izraelskie lotnictwo wykonało ponad 1000 lotów bojowych, a w tym samym czasie egipskie lotnictwo wykonało ich 100 i straciło 21 samolotów. Jednak strona egipska wciąż nie była zainteresowana zawieszeniem ognia, pomimo sygnałów ze strony izraelskiej, iż taka opcja wciąż była rozpatrywana przez izraelski rząd.

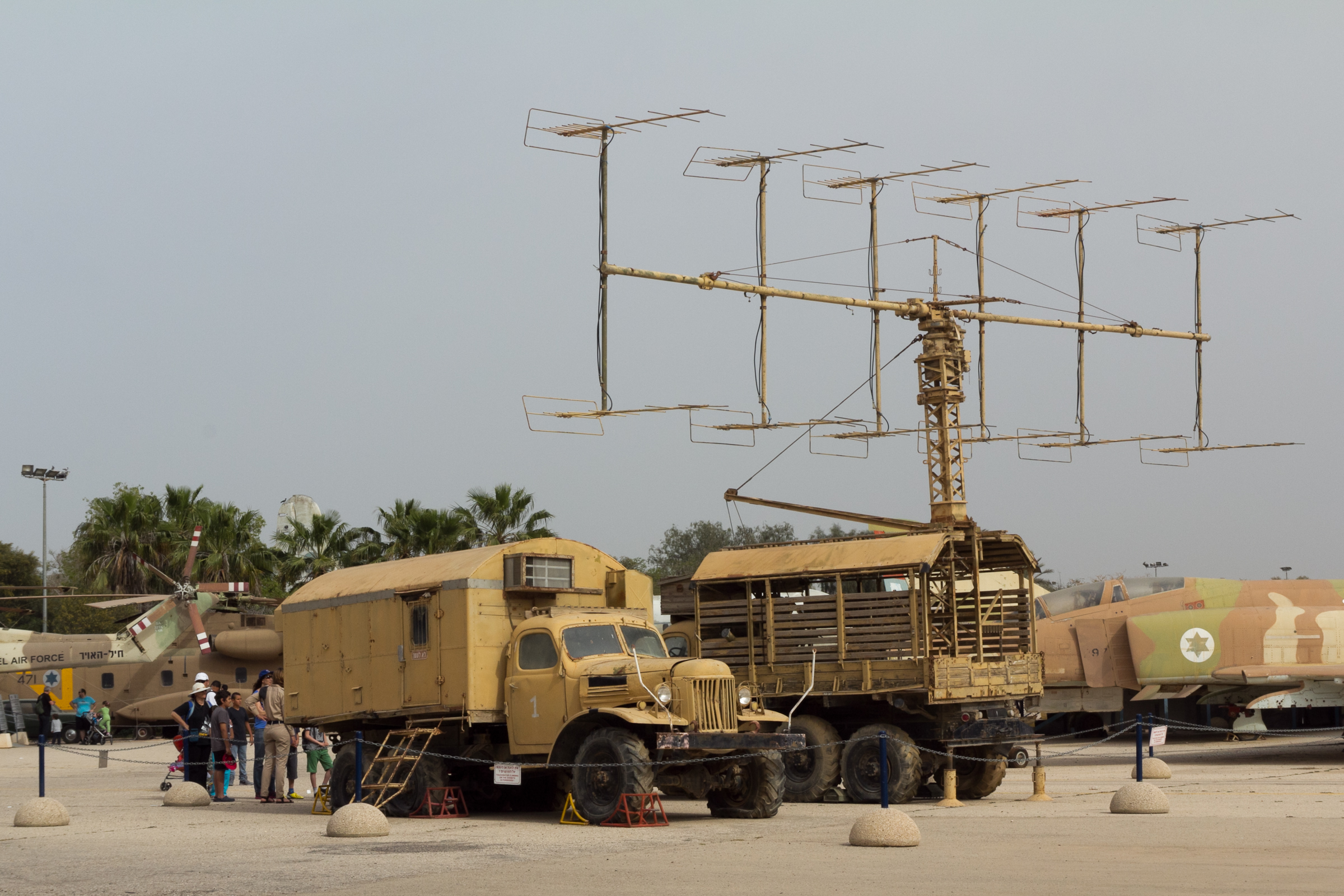
Zdobyty przez Izraelczyków radar P-12 w Muzeum Izraelskich Sił Powietrznych w Chacerim.

W nocy z 26 na 27 grudnia 1969 roku izraelska armia przeprowadziła operację „Tarnegol 53”, w której trakcie udało się wykraść i przetransportować śmigłowcami do Izraela radzieckiej konstrukcji radar P-12. Przechwycony radar został poddany testom i badaniom technicznym przez zespoły izraelskie i amerykańskie. Oba uznały, że nowy w egipskiej armii system nie stanowi szczególnego zagrożenia dla samolotów oraz nie przedstawia sobą żadnych nowych rozwiązań technicznych .
Izraelskie ataki na egipskie siły wzdłuż Kanału Sueskiego i w głębi Egiptu nie przyczyniły się do osłabienia ataków ze strony przeciwnika. We wrześniu takich ataków i rajdów było 448. Z kolei w październiku ich liczba wyniosła 642, w listopadzie i grudniu – 461. Dodatkowo w listopadzie armia egipska przeprowadziła serię ataków morskich komandosów, a na początku 1970 roku przeprowadzono ataki na ropociągi na Synaju oraz na izraelskie cele w Wybrzeżu Kości Słoniowej.
17 października Stany Zjednoczone i ZSRR powróciły do rozmów na temat rozwiązania konfliktu. Ich rezultatem było ogłoszenie planu Rogersa 9 grudnia 1969 roku. Jego nazwa pochodziła od sekretarza stanu Stanów Zjednoczonych Williama Pierce’a Rogersa. Plan wzywał Izrael do wycofania się do granic sprzed wojny sześciodniowej, a Egipt miał zgodzić się na zawarcie pokoju z Izraelem. Strona izraelska odrzuciła propozycję, nazywając ją próbą „ugłaskania Arabów kosztem Izraela”. Egipt nie zgodził się na oddzielny traktat pokojowy z Izraelem, demilitaryzację Synaju i umożliwienie swobodnej żeglugi izraelskim statkom.
Odrzucenie propozycji zawieszenia ognia przez Egipt sprawiło, że Sztab Generalny Sił Obronnych Izraela zaplanował atak na wyspę Szadwan, która miałaby na celu jednocześnie uderzyć w infrastrukturę wojskową oraz wywrzeć efekt psychologiczny na stronie egipskiej. Wybór uzasadniono tym, iż znajdował się na niej radar produkcji brytyjskiej, który kontrolował ruch lotniczy na wejściu z Morza Czerwonego do Zatoki Sueskiej. Ponadto na wyspie wybudowane były umocnienia, infrastruktura Marynarki Wojennej Egiptu, lotnisko i latarnia morska. W wyniku ataku zatopiono dwa egipskie kutry torpedowe, doszło do 30-godzinnej okupacji wyspy i wzięcia 62 osób do niewoli. W styczniu Izraelczycy rozpoczęli także operację „Pricha”, która trwała do kwietnia 1970 roku. Operacja opierała się na bombardowaniu wybranych celów na terytorium całego Egiptu, aby pokazać możliwości ofensywne Izraela i skłonić Egipt do zakończenia wojny. W rezultacie izraelskich działań nie doszło do wstrzymania działań wojennych. Przyspieszyły one rozmieszczenie radzieckiej grupy operacyjnej w Egipcie wraz z systemami obrony przeciwlotniczej.

### Pomoc radziecka – operacja Kaukaz

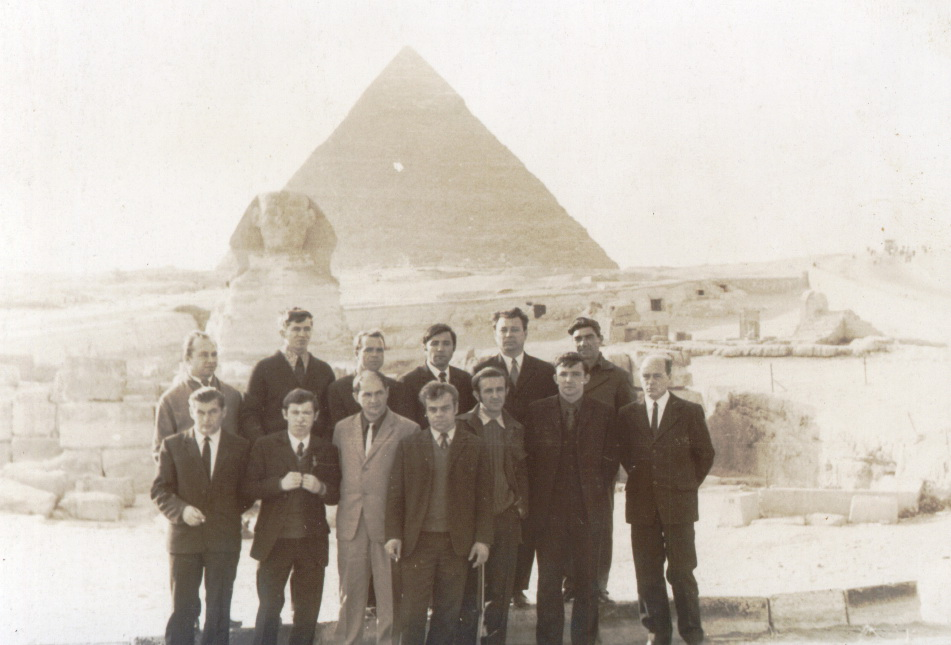
Radzieccy doradcy w Egipcie (1972).

Po wojnie sześciodniowej Naser zwrócił się do państw Układu Warszawskiego oraz samego Związku Radzieckiego o zwiększenie liczby sprzętu wysyłanego na Bliski Wschód oraz zwiększenie bezpośredniej obecności wojsk radzieckich w Egipcie. Władysław Gomułka miał odpowiedzieć, iż w tamtym czasie Ludowe Wojsko Polskie nie posiadało sił i środków, które mogłyby być udostępnione Egiptowi. Początkowo ZSRR chciał, aby pomoc została udzielona w ramach całego Układu Warszawskiego, jednak niechęć Rumunii, Jugosławii i Bułgarii sprawiła, że Andriej Gromyko obiecał pomoc w ramach bilateralnych umów. Ze sprzętem wojskowym do Egiptu przybywali kolejni doradcy, którzy oprócz szkoleń z użytkowania go, służyli pomocą w planowaniu działań armii. W 1968 roku doradcy donosili, że Egipcjanie nie są w stanie przejść z działań statycznych, ostrzałów artyleryjskich i krótkich wypadów na wschodni brzeg Kanału Sueskiego do większej ofensywy ze względu na brak ducha walki oraz niskie morale wśród żołnierzy. Ponadto radzieccy wojskowi zwracali uwagę na niską skuteczność egipskich ostrzałów artyleryjskich izraelskich pozycji.
Sowieci uruchomili program szkoleń egipskich pilotów na samolotach Su-7, MiG-17 i MiG-21. Izraelczycy zaczęli mieć problemy z zestrzeliwaniem, w powietrzu i z lądu, egipskich maszyn. Wobec tego pod koniec 1968 roku Izraelczycy zwrócili się do rządu Stanów Zjednoczonych z prośbą o sprzedaż samolotów F-4 Phantom. Radzieckie doświadczenia ze zwalczaniem Phantomów podczas wojny w Wietnamie sprawiły, że Sowieci jeszcze w 1968 roku zaczęli sprzedawać Egiptowi systemy przeciwlotnicze S-75 oraz rozmieścili na egipskich lotniskach swoje samoloty rozpoznawcze.
W 1969 roku radzieccy doradcy zaczęli naciskać na Egipcjan, aby ci zaczęli przeprowadzać większą ilość pojedynczych ataków komandosów na izraelskie umocnienia, lub zaczęli przeprowadzać wypady na tyły przeciwnika. Mimo bagatelizowania ich przez prasę lub literaturę izraelską, to przynosiły one skutki i wielokrotnie kończyły się sukcesem.

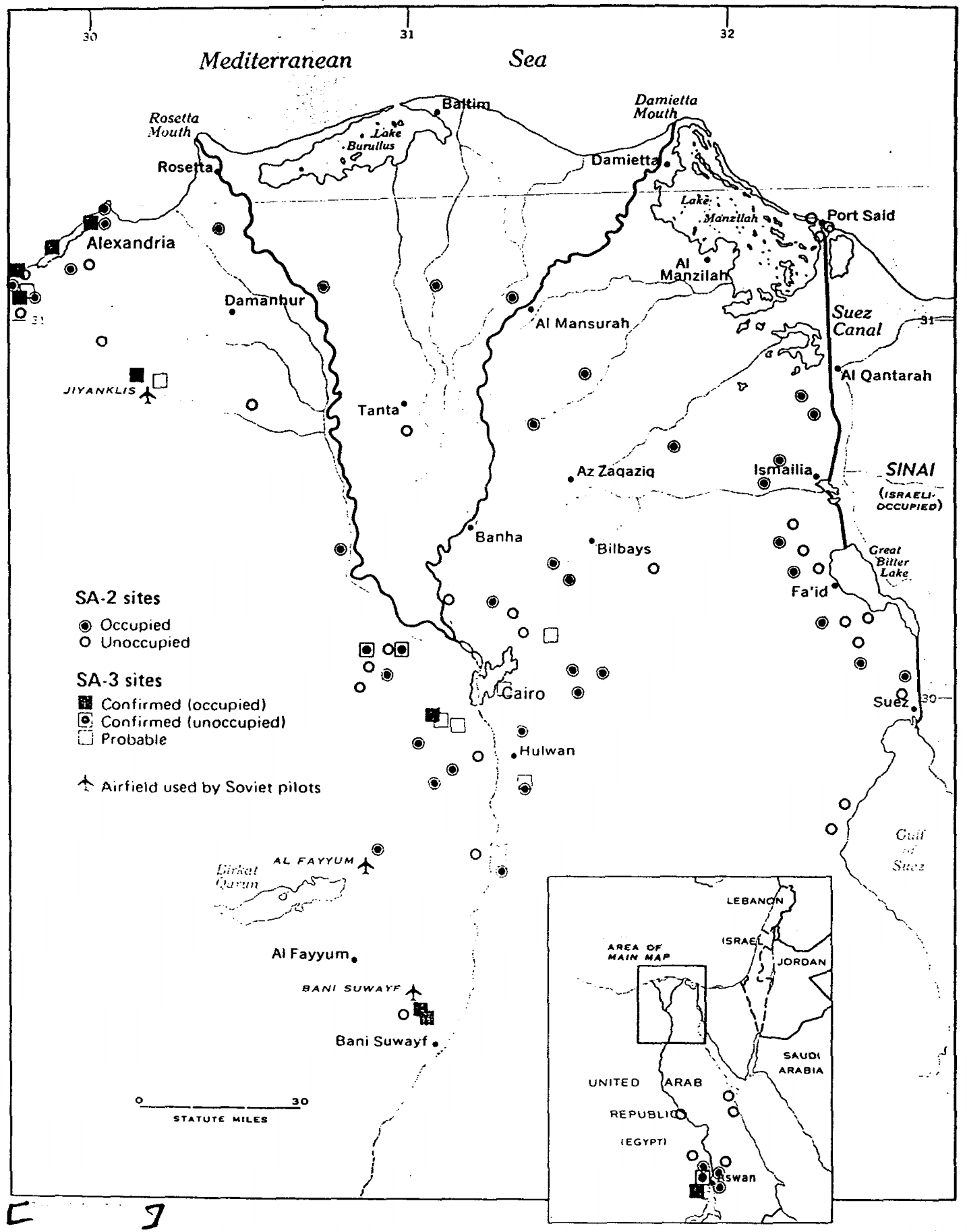
Mapa CIA ukazująca przypuszczalne rozmieszczenie radzieckich systemów S-75 (SA-2) i S-125 (SA-3) oraz lotnisk używanych przez ZSRR w Egipcie.

Izraelskie naloty na cele militarne uzupełniane były także atakami na strategiczne cele cywilne, co miało doprowadzić do destabilizacji kraju. W związku z tym 9 grudnia 1969 roku Naser wizytował w Moskwie. Poprosił on władze radzieckie o sprzedaż bardziej zaawansowanych systemów do zwalczania izraelskiego lotnictwa oraz o bombowce dalekiego zasięgu. Sowieci odmówili, twierdząc, że armia egipska nie byłaby w stanie obsługiwać ich samodzielnie, co zmusiłoby ZSRR do zwiększenia kontyngentu doradców w Egipcie. Izraelskie ataki przeprowadzane Phantomami z pierwszych partii otrzymanych ze Stanów Zjednoczonych sprawiły, że Naser udał się z kolejną wizytą do Moskwy 22 stycznia 1970 roku. Tym razem decydenci sowieccy zgodzili się wysłać do Egiptu systemy przeciwlotnicze S-75 oraz nowe systemy S-125. Rozmieszczenie tych zestawów wiązałoby się jednak z potrzebą przeprowadzenia długotrwałych szkoleń i wymagałoby dodatkowej ochrony ze strony sił powietrznych. Leonid Breżniew znał znaczenie Egiptu w regionie, a także wiedział, ile ZSRR zaangażował już sił i środków w pomoc dla Egiptu. Ostatecznie zgodził się pomóc Naserowi, jednak cała operacja miała zostać utrzymana w tajemnicy, radzieccy żołnierze mieli otrzymać egipskie mundury, a sprzęt miałby być pomalowany w egipski kamuflaż i otrzymać egipskie oznaczenia.
Na przełomie lat 1969–1970 do Egiptu wyjechała grupa radzieckich wojskowych w celu dokonania rekonesansu i wytypowania najlepszych miejsc dla zestawów przeciwlotniczych. Kolejna grupa wyleciała do Kairu 9 stycznia 1970 roku. Opracowała ona plany rozmieszczenia radzieckiego sprzętu według zasięgu izraelskiego lotnictwa i artylerii, przygotowano rozwiązania konstrukcyjne dla stanowisk ogniowych systemów plot., schronów i bunkrów. Uzgodniono także sposoby wykorzystywania egipskich lotnisk przez radzieckich pilotów. Pod koniec stycznia ówczesny naczelny dowódca Wojsk Obrony Powietrznej ZSRR marszałek Pawieł Baticki przedstawił Naserowi raport wspólnych prac egipskich i radzieckich wojskowych w zakresie wyposażenia i przygotowania stanowisk ogniowych. Po powrocie marszałek Baticki wraz z gen. płk. Afanasijem Szlegowem (Wojska Obrony Powietrznej ZSRR), gen. płk. sił powietrznych Aleksandrem Jefimowem i adm. Floty ZSRR Siergiejem Gorszkowem pozytywnie zaopiniowali możliwość przeprowadzenia operacji. 13 stycznia wydano rozkaz sformowania i skoordynowania oddziałów i jednostek mających wziąć udział w operacji w Egipcie. Łącznie było to 32 000 generałów, oficerów i żołnierzy. Zgrupowanie to obejmowało 18. Dywizję Rakiet Przeciwlotniczych Specjalnego Przeznaczenia oraz Grupę Lotnictwa Myśliwskiego, w skład której weszli doradcy, technicy, specjaliści pod dowództwem gen. płk. Iwana Katyszkina (ówcześnie dowódcy sił specjalnych ZSRR w Egipcie) .
Pierwsze spotkanie radzieckich i izraelskich pilotów nastąpiło w kwietniu 1970 roku, kiedy Izraelczycy dokonali lotów zwiadowczych w celu rozpoznania egipskich stanowisk. Miało wtedy dojść do nawiązania kontaktu w języku rosyjskim, jednak radzieccy piloci ograniczyli swój lot do wyznaczonej strefy obrony terytorium egipskiego. W związku z tym Dowództwo Południowe nakazało lotnictwu wykonywanie lotów mających na celu zbadanie obszaru, na którym mogli operować Sowieci. Jednocześnie Minister Obrony Mosze Dajan poinformował Egipcjan i Sowietów, że Izrael nie chce eskalować konfliktu z ZSRR i ustanawia linię w odległości 30 km od Kanału Sueskiego, za którą nie będą przelatywać Izraelczycy, jeżeli piloci radzieccy nie będą jej również przekraczać . Jednak już w maju doszło do pierwszego kontaktu ogniowego sowieckiej obrony przeciwlotniczej z izraelskimi samolotami.

## Front syryjski
Po wojnie sześciodniowej armia izraelska utworzyła szereg umocnionych punktów obserwacyjnych i obronnych wzdłuż granicy między Syrią a zajętymi przez Izrael w wojnie sześciodniowej Wzgórzami Golan. Za obronę tego sektora było odpowiedzialne Dowództwo Północne i podlegająca mu 188 Brygada Pancerna. W trakcie wojny na wyczerpanie front izraelsko-syryjski, w przeciwieństwie do izraelsko-egipskiego, charakteryzował się niskim natężeniem działań zbrojnych. W latach 1968–1970 Syria, w kontrolowany przez siebie sposób, umożliwiała Organizacji Wyzwolenia Palestyny i Fatahowi ataki na Izrael. Dopiero od 1970 roku, po naciskach państw arabskich, Syria zintensyfikowała działania na Wzgórzach Golan. Ataki nasiliły się w czerwcu, kiedy to Syryjczycy zaczęli przeprowadzać ataki na linie izraelskie. Skutkowało to izraelską odpowiedzią na te działania.

### Wojna trzydniowa

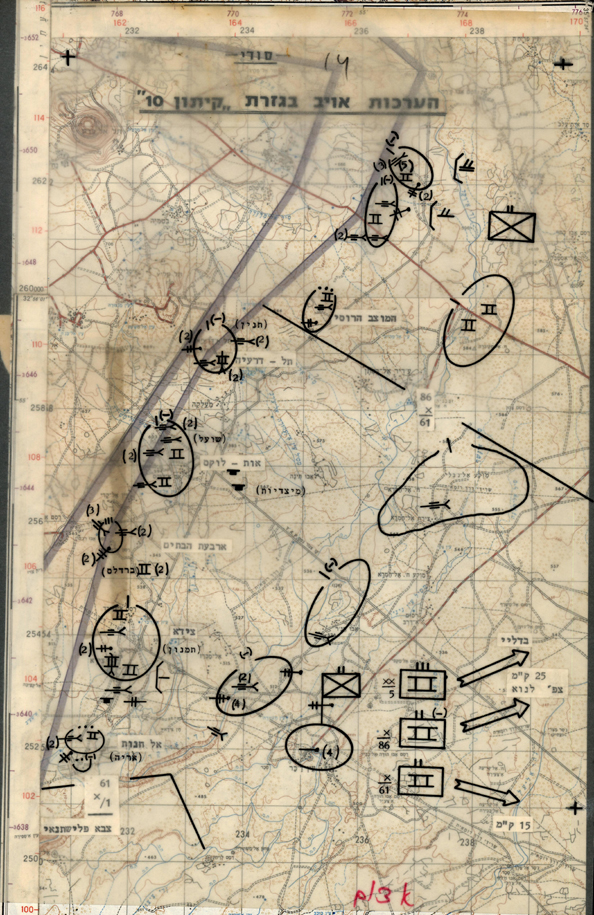
Siły syryjskie na Wzgórzach Golan przed operacją „Kiton 10”. Pomiędzy szarymi liniami obszar kontrolowany przez UNDOF. W górnym lewym rogu mapy obszar wzgórz zajmowany przez Izrael.

W dniach 24–26 czerwca 1970 roku miała miejsce wojna trzydniowa z Syrią na Wzgórzach Golan. Walki rozpoczęły się od syryjskiego ostrzału artyleryjskiego izraelskich pozycji na Wzgórzach Golan oraz Al-Kunajtiry, Geszuru i En Ziwanu. Równocześnie syryjskie siły pancerne rozpoczęły atak w dwóch kierunkach. Jeden w północnej części wzgórz, a drugi na południe, koło Har Peres (na zachód od Ar-Rafid: 32°57'34.8"N 35°51'57.5"E). Walki ustały jeszcze tego samego dnia.
Drugiego dnia to strona izraelska, jako pierwsza, rozpoczęła ostrzał syryjskich celów. Lotnictwo zbombardowało następujące lokalizacje: baza Katana (15 km na południowy zachód od Damaszku) – wówczas jedna z największych baz wojskowych w kraju, bazy w rejonie miasta Al-Kiswa (10 km na południe od Damaszku), dowództwo wojsk arabskich, które zlokalizowane było 10 km od As-Suwajdy. W tym samym czasie artyleria rozpoczęła ostrzał syryjskich pozycji, co nie pozostało bez odpowiedzi ze strony Syrii.
Na 26 czerwca Dowództwo Północne i Sztab Generalny zaplanowały przeprowadzenie operacji odwetowej za wcześniejsze ataki na izraelskie stanowiska. Operacja zakładała połączony atak sił pancernych, powietrznych, wojsk inżynieryjnych i artylerii na syryjskie punkty obserwacyjne. Atak zaplanowano na obszarze na południe od Tall al-Faras, na obszarze od drogi naftowej na północy po wadi Rukad na południu. Atak rozpoczął się nalotem powietrznym, a później artyleryjskim pozycji syryjskich. Następnie o godzinie 12:30 rozpoczął się atak sił pancernych. Do 14:30 Izraelczykom udało się zdobyć umocnione pozycje obronne Syryjczyków. W ramach odwetu Syryjczycy przypuścili atak sił pancernych na stanowiska izraelskie, który został powstrzymany. Operacja zakończyła się następującymi stratami po stronie syryjskiej: wysadzeniem 49 syryjskich bunkrów, uszkodzeniem 36 czołgów, zniszczeniem 20 różnych transporterów, zestrzeleniem jednego samolotu syryjskiego, śmiercią 350 żołnierzy. 38 żołnierzy dostało się do niewoli. Izraelczycy stracili 10 żołnierzy, a 27 zostało rannych. Jeden samolot został zestrzelony, a jego pilot katapultował się nad terytorium Syrii. Trzy czołgi zostały uszkodzone.
Operacja „Kiton 10” oraz poniesione w niej straty przez stronę syryjską sprawiły, że Syryjczycy zaprzestali ataków na pozycje izraelskie do końca wojny na wyniszczenie, a potem jeszcze do 1972 roku. Dalej dochodziło do ataków ze strony organizacji palestyńskich, jednak bez pomocy Sił Zbrojnych Syrii.

## Front Jordański
W latach 1968–1969, w związku z impasem działań zbrojnych na linii Bar-Lewa, Jordania zdecydowała podjąć działania przygraniczne przeciw Izraelowi. W operacjach tych brały udział także organizacje palestyńskie oraz stacjonująca w Jordanii armia iracka. Do ataków dochodziło w Dolinie Bet Sze’an oraz Dolinie Jordanu. Ich celem było związanie sił izraelskich na dodatkowym froncie wschodnim, syryjsko-jordańskim. Dodatkowym założeniem ataków ze strony Jordanii było zmobilizowanie społeczności arabskiej zamieszkującej Zachodni Brzeg do działań przeciw Izraelowi. Ponadto rząd Jordanii wspierał ataki palestyńskich organizacji takich jak Fatah, Ludowy Front Wyzwolenia Palestyny, czy OWP w działaniach partyzanckich przy granicy z Izraelem.

### Atak na Al-Karamę

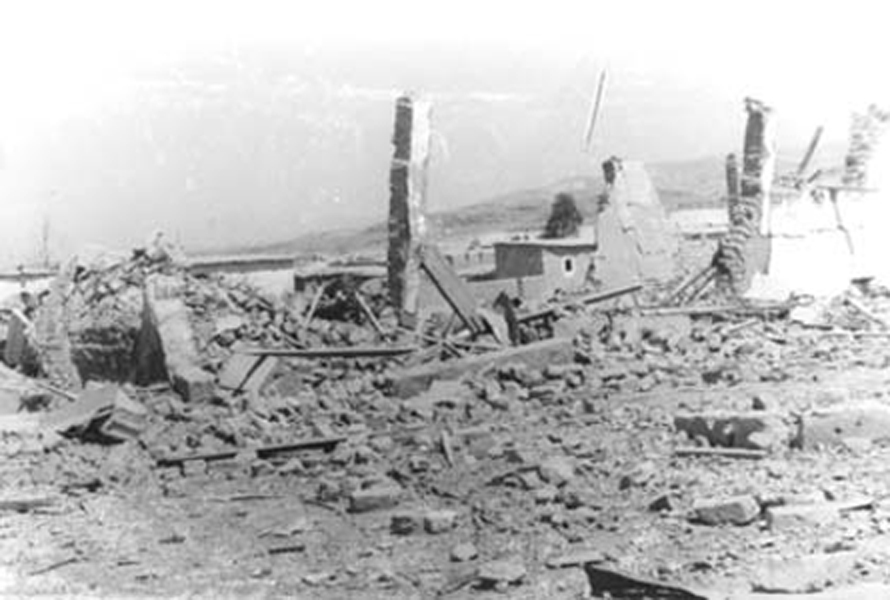
Wysadzone zabudowania w Al-Karamie.

18 marca 1968 roku na drodze do Ejlatu, kilometr od miejscowości Be’er Ora, na minę wjechał autobus szkolny z uczniami. W wyniku wybuchu zginęły dwie osoby, a dwadzieścia osiem zostało rannych. Premier Lewi Eszkol i Minister Obrony Mosze Dajan zapowiedzieli, że Izrael nie będzie tolerować działalności organizacji terrorystycznych na swoim terytorium oraz faktu, że są one wspierane przez Jordanię. Po 18 marca Sztab Generalny Sił Obronnych Izraela rozpoczął prace nad planem dwóch równoległych ataków odwetowych w rejonach Al-Karamy i Gawr as-Safi. Al-Karama stała się celem ze względu na informacje o tym, iż w mieście i okolicy miały znajdować się bazy organizacji palestyńskich. W całodzienne i ciężkie starcia z siłami palestyńskimi i jordańskimi, na przedpolach miasta i w nim samym, Izraelczycy zaangażowali wojska pancerne, spadochroniarzy, wojska inżynieryjne, artylerię oraz siły powietrzne. W wyniku walk szacuje się, że: 84 żołnierzy jordańskich zostało zabitych, a 250 rannych, zniszczono lub uszkodzono 250 pojazdów (w tym 33 czołgi i 30 transporterów opancerzonych). Zniszczono główną bazę palestyńską i zabito ponad 150–200 bojowników palestyńskich. Po stronie izraelskiej zginęło 28–33 żołnierzy, a 161 było rannych. Uszkodzonych zostało 27 izraelskich czołgów, w tym 4 pozostawiono na polu bitwy. 12 samolotów zostało uszkodzonych, a dwa zostały zestrzelone. W Al-Karamie spadochroniarze wysadzili 175 domów.

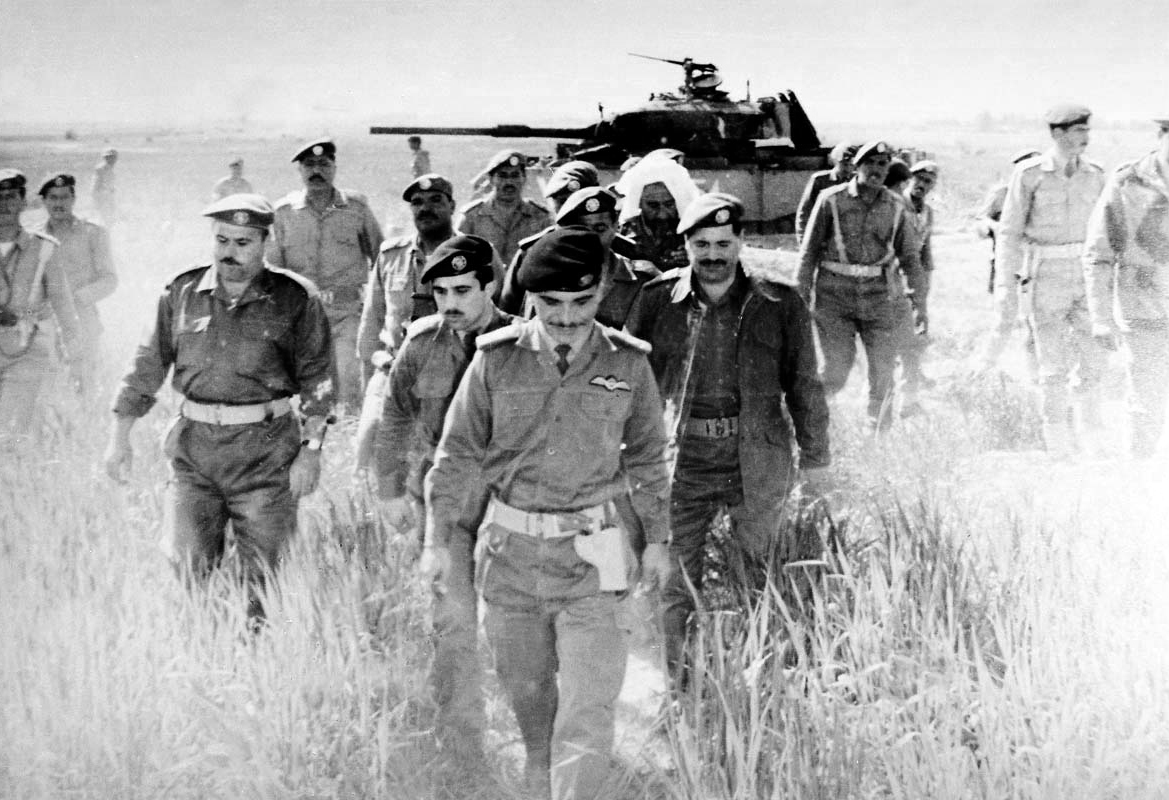
Król Husajn wizytujący pole bitwy.

Wobec niekorzystnego przebiegu jeszcze w trakcie operacji Tofet odwołano dowodzącego nią gen. Uziego Narkissa, którego zastąpił gen. Jisra’el Tal . Herzog podaje, że bitwa zwiększyła ilość ataków na cele na Zachodnim Brzegu. Ataki odwetowe na palestyńskie bazy w Jordanii miały przyczynić się do wzrostu antagonizmów palestyńsko-jordańskich, a w rezultacie do starć pomiędzy nimi. Izraelscy wojskowi uznali, że błędem było wciąganie w walkę armii jordańskiej oraz przekonali się, że organizacji terrorystycznych nie da się pokonać w jednej, długiej bitwie . Między wrześniem 1968 roku a marcem 1969 roku z terytorium Jordanii przeprowadzono 189 ataków, a 29 z obszaru Zachodniego Brzegu.

## Zawieszenie broni i następstwa wojny
W sytuacji zaangażowania sił radzieckich w Egipcie Izrael nie był zainteresowany pełną eskalacją konfliktu. Również Związek Radziecki był świadom, iż dalsza eskalacja może pogorszyć sytuację międzynarodową. Już w styczniu 1970 roku Stany Zjednoczone otwarły ponownie kanały komunikacji z Egiptem. W kwietniu dwustronne rozmowy zostały zintensyfikowane. Naser był świadom politycznych kosztów radzieckiej obecności w Egipcie. Jednocześnie potrzebował czasu, aby wzmocnić i rozwinąć potencjał armii w obszarze obrony przeciwlotniczej. Dlatego w lipcu zaakceptował pomysł zawieszenia ognia. Zawieszenie ognia zaaprobowała także Jordania, a 31 lipca Izrael. 6 sierpnia Izrael oficjalnie przystał na zawieszenie, Egipt zrobił to dzień później. Warunki zawieszenia ognia były następujące: wstrzymanie działań zbrojnych, a Egipt i Izrael wstrzymają się od zmiany wojskowego statusu quo w obszarze 50 km na wschód i zachód od linii zawieszenia ognia.
Po wejściu zawieszenia ognia w życie Izraelczycy powiadomili administrację Richarda Nixona, że Egipcjanie złamali warunki zawieszenia broni, kierując nad Kanał Sueski nowe baterie systemów przeciwlotniczych. 10 sierpnia Amerykanie przeprowadzili loty zwiadowcze samolotem Lockheed U-2 nad obszarem kanału. Potwierdziły one izraelskie oskarżenia. Dajan wezwał rząd do przeprowadzenia ataków lotniczych na egipskie konwoje, ale Bar-Lew przestrzegł, że ewentualne wznowienie działań zbrojnych powinno wiązać się już z pełnoskalowym konfliktem, co odwiodło rząd od ataku. W październiku nad kanałem znalazło się około 100 nowych baterii systemów przeciwlotniczych.
Zgodnie z Planem Rogersa od 7 sierpnia 1970 roku zaczęło obowiązywać zawieszenie broni pomiędzy Egiptem i Izraelem. Radzieckie oddziały przeszły na dyżury zmianowe, ustalono także harmonogram urlopów, aby nie osłabić gotowości bojowej jednostek. Zaprzestano również przeprowadzania lotów bojowych. Sowieci skupili się na szkoleniu egipskich załóg systemów plot. oraz doradzaniu w kwestiach formowania i przygotowania jednostek wojsk obrony przeciwlotniczej.
28 września Naser zmarł na skutek zawału serca. Jego następca – Anwar Sadat zapowiedział, że zawieszenie ognia zostanie utrzymane.   Było ono w mocy aż do wybuchu wojny Jom Kipur w 1973 roku.
W marcu 1971 roku doszło do częściowej wymiany personelu. W pierwszej kolejności rotacje przeprowadzono wśród załóg systemów plot. i pilotów. Następnie wymieniono oficerów. W dniach 27–28 maja 1971 roku doszło do spotkania prezydenta Egiptu Anwara Sadata z przewodniczącym Prezydium Rady Najwyższej ZSRR Nikołajem Podgornym. Nowy prezydent Egiptu potwierdził gotowość i chęć państwa do zbrojnego odbicia Synaju. Jednocześnie poprosił o kolejne dostawy nowego sprzętu wojskowego dla egipskiej armii.
6 lipca 1972 roku Sadat zrezygnował z pomocy radzieckiego kontyngentu. 8 lipca przekazał tę decyzję ambasadorowi ZSRR w Egipcie Władimirowi Winogradowowi wraz z żądaniem całkowitego wycofania się wojsk sowieckich z Egiptu do 17 lipca. Do 16 lipca z Egiptu wycofano 15 000 wojskowych i techników. W organizację powrotu zaangażowano samoloty An-12, Ił-18, Ił-62, An-22 oraz liniowce. Podczas powrotu personelu lotniczego do ZSRR doszło do incydentu, w którym egipscy wojskowi zablokowali pas startowy na lotnisku, aby uniemożliwić wylot. Wszystkie pozycje bojowe wraz ze sprzętem i systemami plot. oddano w ręce armii egipskiej. Część specjalistów i doradców, ok. 1500–2000 osób, pozostała w Egipcie na bezpośrednią prośbę egipskiego dowództwa wojskowego.
Sposób, w jaki Sadat zakończył radziecką operację w Egipcie, wpłynął na pogorszenie relacji egipsko-radzieckich. Mimo to współpraca wojskowa trwała dalej i kolejne partie sprzętu były dostarczane Egiptowi w latach późniejszych. Izrael natomiast w okresie zawieszenia ognia przystąpił do napraw i rozbudowy linii Bar-Lewa. Koszt tych prac miał wynieść ok. 500 milionów dolarów.

### Ofiary walczących stron
Według Kalvika po stronie egipskiej zginęło 2882 ludzi, 6285 zostało rannych . Egipcjanie mieli również stracić od 98 do 114 samolotów . Morris podaje, że szacunkowa liczba zabitych i rannych po stronie egipskiej wyniosła 10 000 osób. Internetowy portal gazety „Jedi’ot Acharonot” szacuje ogólną liczbę „poszkodowanych” po stronie egipskiej na 10 000 osób.
Wegłud Morrisa od 1967 roku do 1970 roku zginęło 367 Izraelczyków na froncie egipskim. Herzog szacuje liczbę zmarłych na 500 osób, a rannych na 2000 osób, ale na wszystkich frontach tej wojny. Kalvik przywołuje dane izraelskiego historyka Ze’eva Shiffa: 921 zmarłych (w tym 694 żołnierzy) na wszystkich frontach . Ministerstwo Spraw Zagranicznych Izraela podaje natomiast liczbę 1424 zabitych w latach 1967–1970. Z kolei Tamari podaje, że po stronie Izraela zginęło 968 osób, a 3730 zostało rannych . „Jedi’ot Acharonot” podał natomiast, że liczba zmarłych wyniosła 1424 osoby, a 3000 to ranni.
Dokładna liczba zabitych po stronie radzieckiej w trakcie operacji „Kaukaz” nie jest znana. Uważa się, że najbardziej kompletna lista żołnierzy, którzy zginęli poza granicami ZSRR została podana w X tomie Księgi Pamięci 1948-82, która zawiera 58 nazwisk poległych w Egipcie. Strona weteranów wojny w Egipcie podaje, że w ciągu operacji miało zginąć 8 wojskowych, a 166 żołnierzy i oficerów zostało odznaczonych, w tym ośmiu pośmiertnie. Ginor i Remez podają, że od marca 1969 roku do sierpnia 1970 roku Sowieci stracili 35 osób.
W trakcie wojny na froncie syryjskim zginęło 180 Kubańczyków, a 250 zostało rannych .